# Měkkozobí
Měkkozobí (Columbiformes) jsou skupinou středně velkých ptáků, které spojuje stavba zobáku, jež je tvrdý pouze na špičce a jehož báze je kryta ozobím. Živí se semeny a suchými i dužnatými plody rostlin. Pijí sáním. Mláďata jsou krmivá, rodiče je krmí potravou z volete, které má dva postranní vaky. Smutně proslulým zástupcem je dronte mauricijský (Raphus cuculatus), který se hojně vyskytoval na ostrově Mauricius, byl však již v 17. století vyhuben. Podobně byl začátkem 20. století vyhuben dříve velmi početný holub stěhovavý (Ectopistes migratorius). Holubovití jsou původně skalní ptáci, později stromovití. S oblibou však sídlí v blízkosti lidských sídlišť. Žijí i v ČR.

## Zástupci v Česku
čeleď: holubovití (Columbidae)
- holub hřivnáč (Columba palumbus)
- holub doupňák (Columba oenas)
- holub domácí (Columba livia f. domestica)
- hrdlička zahradní (Streptopelia decaocto)
- hrdlička divoká (Streptopelia turtur)